# نمنا
نمنا شهری در شهرستان سانابا در استان بانوا در بورکینافاسوی غربی است و جمعیت آن ۱,۰۱۷ نفر است.